# Lithacodia bellicula
Lithacodia bellicula là một loài bướm đêm trong họ Noctuidae.